# Ciudad Deportiva José Manuel Llaneza
La Ciudad Deportiva José Manuel Llaneza es una ciudad deportiva donde entrena el primer equipo del Villarreal CF y las categorías inferiores del club. Es uno de los complejos deportivos más importantes de España.
Cuenta con nueve campos de fútbol, algunos de césped artificial y con una extensión de 70 000 metros cuadrados. 
La ciudad deportiva dispone de una residencia para las jóvenes promesas de la cantera. 
La ciudad deportiva es un lugar donde se organizan muchos torneos a lo largo del año, a nivel mundial, AMN torneos locales, provinciales, universitarios, veteranos y, sobre todo, de fútbol escolar. 

## Instalaciones
La ciudad deportiva dispone de tres campos de fútbol de césped natural, con iluminación. En uno de ellos, realiza a diario los entrenamientos el primer equipo. Los otros dos el filial, uno para ejercitarse cada día y el otro para disputar sus encuentros. 
Este último lo utiliza el Villarreal "C" y cuenta con cerca de 3500 espectadores. 
La ciudad, además de todo esto, dispone de dos campos de fútbol-11, uno de césped artificial de 90 × 60 metros, con iluminación y que tiene la posibilidad de convertirse en dos de fútbol-7. El otro también de césped artificial de 100x65 metros y tres de fútbol-7, todos ellos de césped artificial, de 60 × 35 metros, y todos ellos iluminados. 
Estos ocho campos de fútbol, cuentan, además, de un edificio formado por veinte vestuarios, cuatro para el fútbol-11, doce para el fútbol-7 y cuatro para los árbitros. 
Estas instalaciones también cuentan con un campo de fútbol-5 de césped artificial y una jaula de fútbol-3 para los más pequeños. 
- Campo 1: Césped natural. Capacidad: 3500 personas.
- Campo 2: Césped natural.
- Campo 3: Césped natural.
- Campo 4: Fútbol 11 (90 × 60 metros). Césped artificial.
- Campo 5: Fútbol 11 (100 × 65 metros). Césped artificial.
- Campo 6: Fútbol 7 (60 × 35 metros). Césped artificial.
- Campo 7: Fútbol 7 (60 × 35 metros). Césped artificial.
- Campo 8: Fútbol 7 (60 × 35 metros). Césped artificial.
- Campo 9: Fútbol 5. Césped artificial.
- Campo 10: Fútbol 3. Césped artificial.